# Heinrich Dade
Heinrich Dade (* 6. Januar 1866 in Wustrow (Mecklenburg); † 28. Dezember 1923 in Berlin) war ein deutscher Agrarökonom.
Dade studierte Ingenieurwissenschaften in Hannover, wechselte dann zur Nationalökonomie nach München und promovierte 1891 an der königlichen Universität Berlin mit einer bis heute oft zitierten Arbeit über die Entstehung der mecklenburgischen Schlagwirtschaft. Von 1895 bis 1923 war er Generalsekretär des Deutschen Landwirtschaftsrates, dessen Publikationsorgan (Zeitschrift für Agrarpolitik bzw. Zeitschrift des Deutschen Landwirtschaftsrates) er redaktionell betreute. Nachdem er sich 1901 habilitiert hatte, hielt er an der Universität Berlin volkswirtschaftliche Vorlesungen. Seit 1904 führte er der den Titel eines außerordentlichen Professors. Im Kriege 1914/1918 war er Generalsekretär des Kriegsausschusses der Deutschen Landwirtschaft, eines Zusammenschlusses aller Landwirtschaftsorganisationen.
Dade ist Autor und Herausgeber zahlreicher volkswirtschaftlicher und agrarpolitischer Bücher und Schriften. Für die Geschichte der Agrarwissenschaften bedeutsam ist das von ihm 1913 herausgegebene, zweibändige Monumentalwerk „Die Landwirtschaft unter Kaiser Wilhelm II“. Konzipiert als „Ehrengabe deutscher Landwirte“ für das 25-jährige Regierungsjubiläum Kaiser Wilhelm II., enthält es reichbebilderte Darstellungen über herausragende Landwirtschaftsbetriebe in Deutschland und über Pflanzungsgesellschaften in den deutschen Kolonien. Ein beachtenswertes Zeitdokument über die Lage der Landwirtschaft nach dem Ersten Weltkrieg ist das von ihm 1918 mitherausgegebene Buch „Arbeitsziele der deutschen Landwirtschaft nach dem Kriege“.

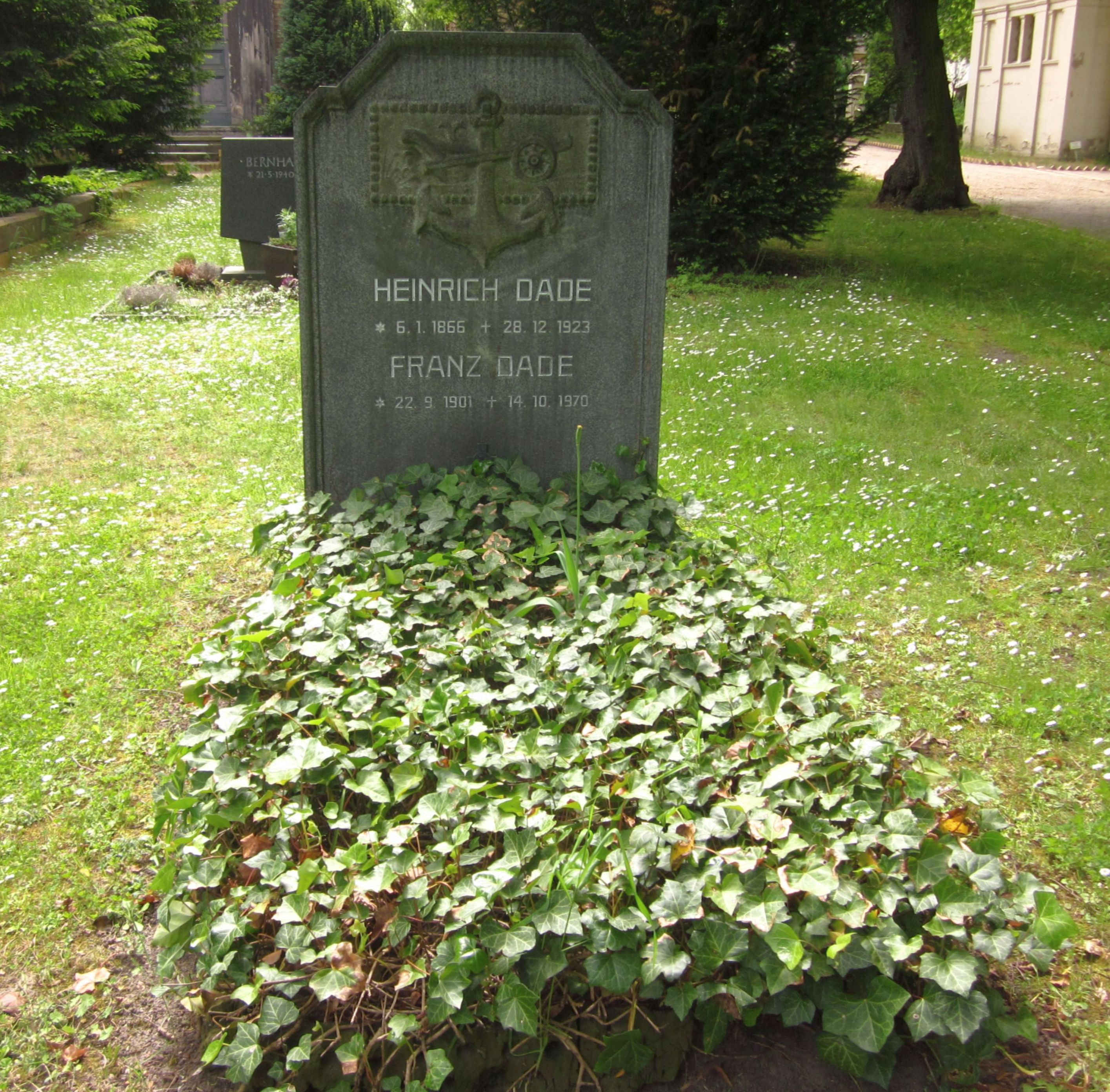
Grab von Heinrich Dade

Dade fand seine letzte Ruhestätte auf dem Alten St.-Matthäus-Kirchhof in Berlin-Schöneberg. Das Grab ist erhalten.

## Schriften (Auswahl)
- Die Entstehung der Mecklenburgischen Schlagwirthschaft. Diss. phil. Rostock 1891. Zugl. in: Journal für Landwirtschaft. Jg. 39, 1891, S. 251–402.
- Die Deutsche Landwirtschaft unter Kaiser Wilhelm II. - Zum 25jährigen Regierungsjubiläum Seiner Majestät des Kaisers herausgegeben von Heinrich Dade (Band 1: Königreich Preußen; Band 2: Die übrigen Bundesstaaten / Die Kolonien / Gesamtentwickelung). Carl Marhold Verlagsbuchhandlung Halle a. S. 1913.
- Arbeitsziele der deutschen Landwirtschaft nach dem Kriege. Herausgegeben von Friedrich Edler von Braun in Verbindung mit Heinrich Dade u. a. - Verlagsbuchhandlung Paul Parey Berlin 1918.